# العلاقات الإسواتينية القطرية
العلاقات الإسواتينية القطرية هي العلاقات الثنائية التي تجمع بين إسواتيني وقطر.

## مقارنة بين البلدين
هذه مقارنة عامة ومرجعية للدولتين:
| وجه المقارنة                                              | إسواتيني                                   | قطر           |
| --------------------------------------------------------- | ------------------------------------------ | ------------- |
| المساحة (كم2)                                             | 17.36 ألف                                  | 11.44 ألف     |
| عدد السكان (نسمة)                                         | 1.37 مليون                                 | 2.64 مليون    |
| الكثافة السكانية (ن./كم²)                                 | 78.92                                      | 230.77        |
| العاصمة                                                   | لوبامبا، مبابان                            | الدوحة        |
| اللغة الرسمية                                             | لغة إنجليزية، لغة سوازي                    | اللغة العربية |
| العملة                                                    | ليلانغيني سوازيلندي                        | ريال قطري     |
| الناتج المحلي الإجمالي (بليون دولار)                      | 4.41 مليار                                 | 167.61 مليار  |
| الناتج المحلي الإجمالي (تعادل القوة الشرائية) بليون دولار | 11.13 مليار                                | 316.40 مليار  |
| الناتج المحلي الإجمالي الاسمي للفرد دولار أمريكي          | 3.20 ألف                                   | 73.65 ألف     |
| الناتج المحلي الإجمالي للفرد دولار أمريكي                 | 8.29 ألف                                   | 141.54 ألف    |
| مؤشر التنمية البشرية                                      | 0.531                                      | 0.850         |
| رمز المكالمات الدولي                                      | +268                                       | +974          |
| رمز الإنترنت                                              | .sz                                        | .qa           |
| المنطقة الزمنية                                           | التوقيت القياسي لجنوب أفريقيا، ت ع م+02:00 | ت ع م+03:00   |

## منظمات دولية مشتركة
يشترك البلدان في عضوية مجموعة من المنظمات الدولية، منها:
| علم المنظمة | اسم المنظمة                               | تاريخ انضمام إسواتيني | تاريخ انضمام قطر |
| ----------- | ----------------------------------------- | --------------------- | ---------------- |
|             | يونسكو                                    | 25 يناير 1978         | 27 يناير 1972    |
|             | وكالة ضمان الاستثمار متعدد الأطراف        | 18 أبريل 1990         | 22 أكتوبر 1996   |
|             | الأمم المتحدة                             | 24 سبتمبر 1968        | 21 سبتمبر 1971   |
|             | الاتحاد البريدي العالمي                   | ?                     | ?                |
|             | البنك الدولي للإنشاء والتعمير             | 22 سبتمبر 1969        | 25 سبتمبر 1972   |
|             | الاتحاد الدولي للاتصالات                  | 11 نوفمبر 1970        | 27 مارس 1973     |
|             | منظمة حظر الأسلحة الكيميائية              | ?                     | ?                |
|             | مؤسسة التمويل الدولية                     | 22 سبتمبر 1969        | 11 أكتوبر 2008   |
|             | المركز الدولي لتسوية المنازعات الاستشارية | 14 يوليو 1971         | 20 يناير 2011    |
|             | منظمة التجارة العالمية                    | ?                     | ?                |
|             | منظمة الشرطة الجنائية الدولية             | ?                     | ?                |

## وصلات خارجية
- موقع وزارة الخارجية القطرية